# Lapo Elkann

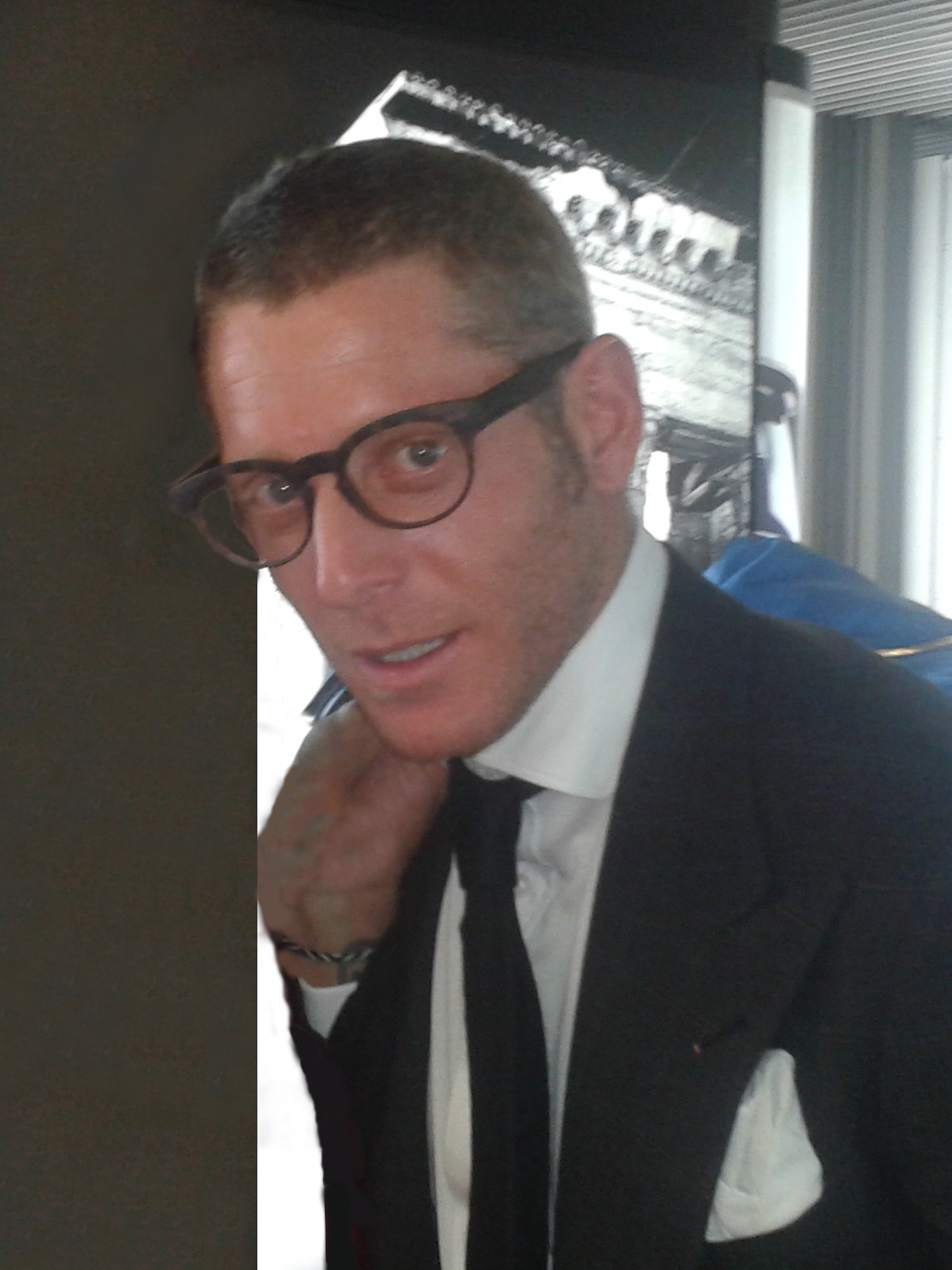
Lapo Elkann, 2014

Lapo Edvard Elkann (* 7. Oktober 1977 in New York, USA) ist ein italienischer Unternehmer und Designer.
Er ist der Sohn von Margherita Agnelli und dem französischen Publizisten Alain Elkann und Enkel des Industriellen Gianni Agnelli sowie des  französischen Bankiers Jean-Paul Elkann. Sein Bruder John ist Präsident der Fiat-Gruppe, seine Schwester Ginevra ist Filmregisseurin.

## Leben
Lapo Elkann wuchs in Frankreich auf und galt als der Lieblings-Enkel des Fiat-Patriarchen Gianni Agnelli. Nachdem er sein Studium der Internationalen Beziehungen in London abgeschlossen hatte, arbeitete er dort als persönlicher Assistent des ehemaligen US-Außenministers Henry Kissinger.
2004 übernahm Elkann das Marketing und Brand Management des Fiat-Konzerns, der zu dieser Zeit von großen Absatzproblemen gebeutelt war. Er war in der Folgezeit federführend an der Verjüngung des Markenimages der Automobilmarke Fiat beteiligt, was er durch eine Fiat-Bekleidungs- und Accessoire-Linie, eigene Cafés in Madrid und Mailand und viele weitere Aktivitäten erreichte.
Nach einem öffentlich gewordenen medizinischen Notfall unter Einfluss illegaler Drogen in einer Oktobernacht 2005 in Turin zog sich Elkann 2006 aus seinen Funktionen im Fiat-Konzern zurück. Er stellte seine eigene Sonnenbrillen-Kollektion mit dem Namen „Italia Independent“ vor, später gründete er unter demselben Namen ein eigenes Modelabel. 2007 war Elkann für Fiat am Marktauftritt des Fiat 500 beteiligt.
Von Oktober 2007 bis Februar 2008 war Lapo Elkann außerdem Präsident des Mailänder Volleyball-Klubs „Sparkling Milano“.
Im November 2016 hatte das New York City Police Department Ermittlungen wegen einer angeblichen Entführung von Lapo Elkann aufgenommen. Wenig später verhaftete man jedoch Elkann wegen des Verdachts die Entführung vorgetäuscht zu haben. Die Staatsanwaltschaft entschied sich gegen eine Anklage. Elkann begann eine Entzugstherapie.
Das Magazin Vanity Fair kürte ihn bereits vier Mal zum bestgekleideten Mann der Welt.